# Serra do Pilar
A Serra do Pilar ou Serra de São Nicolau ou Serra de São Nicolau de Vila Nova é uma elevação sobranceira ao Rio Douro localizada na freguesia de Santa Marinha, Vila Nova de Gaia, em posição fronteira à cidade do Porto. Aí se situa o famoso Mosteiro da Serra do Pilar (construção iniciada em 1538). Durante muitos anos transformado em quartel e atualmente classificado como Património Mundial (UNESCO), este mosteiro é hoje uma dais mais importantes atrações turísticas da região.
Durante o cerco do Porto (1832-1833), foi o único reduto que os liberais conseguiram manter a Sul do Rio Douro. Ergue-se numa posição dominante proporcionando uma bela vista sobre o Rio Douro e a Ribeira e Centro Histórico do Porto.

## Requalificação em 2015
A Câmara de Gaia quer dar nova vida à escarpa da Serra do Pilar e tem um amplo projeto de requalificação em andamento, incluindo obras de consolidação, três novos hotéis, escadas rolantes e um elevador panorâmico.

## Personalidades ilustres
- Visconde da Serra do Pilar